# Ванга чорна
Ванга чорна (Oriolia bernieri) — вид горобцеподібних птахів родини вангових (Vangidae).

## Поширення
Ендемік Мадагаскару. Поширений у гірських районах на сході країни.

## Опис
Птах завдовжки близько 23 см. Самець має чорне оперення, з білою райдужкою і вигнутим ніжно-блакитним дзьобом. Самиця має червонувато-коричневе забарвлення, з тонкими чорними прожилками.

## Спосіб життя
Раціон складається з комах, павуків, жуків та дрібних хребетних, таких як гекони, яких вишукують під корою дерев та мохом. Розмножуються чорні ванги в період з вересня по грудень.